# 31. Międzynarodowy Festiwal Filmowy w Wenecji
31. Międzynarodowy Festiwal Filmowy w Wenecji odbył się w dniach 19 sierpnia – 1 września 1970 roku. W czasie tej edycji imprezy nie obradowało jury, gdyż w latach 1969-1979 nie przyznawano na festiwalu nagród konkursowych.

## Laureaci nagród
Honorowy Złoty Lew
- Orson Welles